# Trinh Cong Son
Trịnh Công Sơn, född 5 februari 1939, död 1 april 2001, var en vietnamesisk kompositör, sångare och textförfattare.